# Muschelsee
Der Muschelsee ist der mittlere von drei kleinen Seen auf der Fildes-Halbinsel von King George Island, der größten der Südlichen Shetlandinseln. 
Die drei Seen – Schneesee, Muschelsee und Walsee – reihen sich nördlich der Davies Heights (auf der deutschen Karte von 1984 als „Zentralberge“ beschriftet) von Südwesten nach Nordosten auf und entwässern alle in Richtung Drakestraße, der Muschelsee über den Muschelbach in westnordwestlicher Richtung zur Muschelbucht.
Im Rahmen zweier deutscher Expeditionen zur Fildes-Halbinsel in den Jahren 1981/82 und 1983/84 unter der Leitung von Dietrich Barsch (Geographisches Institut der Universität Heidelberg) und  Gerhard Stäblein (Geomorphologisches Laboratorium der Freien Universität Berlin) wurde der See zusammen mit zahlreichen weiteren bis dahin unbenannten geographischen Objekten der Fildes-Halbinsel neu benannt und dem Wissenschaftlichen Ausschuss für Antarktisforschung (Scientific Committee on Antarctic Research, SCAR) gemeldet.